# باتريك ميرفي (دراج)
باتريك ميرفي هو دراج كندي، ولد في 7 نوفمبر 1933 في نورويتش في كندا.

## وصلات خارجية
- باتريك ميرفي على موقع إحصائيات الدراجات الإحترافية (الإنجليزية)
- باتريك ميرفي على موقع أوليمبيديا (الإنجليزية)